# Salisbury River
Der Salisbury River (auch: Baroui / Barouli River) ist ein Fluss an der Westküste von Dominica im Parish Saint Joseph.

## Geographie
Der Salisbury River entspringt an einem südwestlichen Ausläufer des Mosquito Mountain an der Westküste von Dominica (La Savane). Er erhält seinen Namen vom gleichnamigen Ort, in dessen nähe er auch mündet. Der Fluss entspringt mit zwei Hauptquellbächen auf dem Hochplateau, verläuft nach Süden durch Jimico, wo sich die Quellbäche vereinigen und wendet sich dann nach Westen. Er fließt durch Grande Savane und biegt vor Salisbury nochmals nach Süden um, bevor er bei Salisbury Estate ins Karibische Meer mündet.